# Volodîmîrivka, Prîazovske
Volodîmîrivka (în ucraineană Володимирівка) este o comună în raionul Prîazovske, regiunea Zaporijjea, Ucraina, formată numai din satul de reședință.

## Demografie
Componența lingvistică a comunei Volodîmîrivka
     Ucraineană (85,43%)
     Rusă (11,13%)
     Bulgară (2,45%)
Conform recensământului din 2001, majoritatea populației comunei Volodîmîrivka era vorbitoare de ucraineană (85,43%), existând în minoritate și vorbitori de rusă (11,13%) și bulgară (2,45%).